# Jung Hae-in
Jung Hae-in (kor. 정해인, ur. 1 kwietnia 1988) - południowokoreański aktor. Po raz pierwszy pojawił się w teledysku grupy AOA Black do piosenki „Moya” w 2013 roku. Oficjalnie zadebiutował w serialu telewizyjnym „Bride of the Century” rok później. Uznanie zyskał za swoją główną rolę w serialu telewizyjnym z 2017 roku „Dangshini Jamdeun Saie” oraz drugoplanową rolę w „Seulgirowun Gamppangsaenghwal”. Swoją pierwszą główną rolę zagrał w 2018, w serialu „Something in the Rain”, a następnie w serialu „One Spring Night” w 2019 roku. Jeszcze większe uznanie zyskał dzięki głównym rolom w serialach Netflixa „D.P.” (2021) i „Seol-gang-hwa” (2021–22).

## Filmografia

### Film
| Rok  | Tytuł                             | Tytuł                          | Rola                | Notatka              | Źródło        |
| Rok  | Tytuł                             | Korean                         | Rola                | Notatka              | Źródło        |
| ---- | --------------------------------- | ------------------------------ | ------------------- | -------------------- | ------------- |
| 2014 | Rediaeksyeon cheongchun           | 레디액션 청춘                  | Park Man-jae        | segment "Wonderwall" | [ 2 ]         |
| 2015 | Jang-su sanghoe                   | 장수상회                       | młody Kim Sung-chil | występ gościnny      | [ 3 ]         |
| 2016 | The Moon of Seoul                 | 서울의 달                      | Ji Pyung            | film krótkometrażowy | [ 4 ]         |
| 2017 | Imgeumnimui sagunsoocheob         | 임금님의 사건수첩              | Heuk-woon           | rola drugoplanowa    | [ 5 ]         |
| 2017 | Yeokmo - Banranui sidae           | 역모: 반란의 시대              | Kim Ho              | rola główna          | [ 6 ]         |
| 2018 | Heung-boo                         | 흥부                           | Heonjong            | rola drugoplanowa    | [ 7 ]         |
| 2019 | Tune in for Love                  | 음악앨범                       | Cha Hyeon-o         |                      | [ 8 ]         |
| 2019 | Sidong                            | 시동                           | Woo Sang-pil        | rola główna          | [ 9 ]         |
| 2020 | P1H: The Beginning of a New World | 피원에이치: 새로운 세계의 시작 | Han                 | występ gościnny      | [ 10 ]        |
| 2021 | Unframed – Blue happiness         | 언프레임드 – 블루 해피니스     | Park Chae-young     | Short Film Watcha    | [ 11 ] [ 12 ] |

### Serial
| Rok       | Tytuł                         | Tytuł                      | Rola                  | Notatka                     | Źródło        |
| Rok       | Tytuł                         | Korean                     | Rola                  | Notatka                     | Źródło        |
| --------- | ----------------------------- | -------------------------- | --------------------- | --------------------------- | ------------- |
| 2014      | Bride of the Century          | 백년의 신부                | Choi Kang-in          | rola drugoplanowa           | [ 13 ]        |
| 2014      | Samchongsa                    | 삼총사                     | Ahn Min-seo           | rola główna                 | [ 14 ]        |
| 2015      | Beulreodeu                    | 블러드                     | Joo Hyun-woo          | rola drugoplanowa           | [ 15 ]        |
| 2015      | Reply 1988                    | 응답하라 1988              | Ho-young              | cameo (odc. 13)             | [ 16 ]        |
| 2016      | Geurae, Geureongeoya          | 그래, 그런거야             | Yoo Se-joon           | rola drugoplanowa           | [ 17 ]        |
| 2016      | Goblin                        | 쓸쓸하고 찬란하神 – 도깨비 | Choi Tae-hee          | cameo (odc. 7–8)            | [ 18 ]        |
| 2016–17   | Białe noce                    | 불야성                     | Tak                   | rola drugoplanowa           | [ 19 ]        |
| 2017      | Dangshini Jamdeun Saie        | 당신이 잠든 사이에         | Han Woo-tak           | rola główna                 | [ 20 ]        |
| 2017–18   | Seulgirowun Gamppangsaenghwal | 슬기로운 감빵생활          | Captain Yoo Jeong-woo | rola drugoplanowa           | [ 21 ]        |
| 2018      | Something in the Rain         | 밥 잘 사주는 예쁜 누나     | Seo Joon-hee          |                             | [ 22 ]        |
| 2019      | One Spring Night              | 봄밤                       | Yoo Ji-ho             |                             | [ 23 ]        |
| 2020      | Half of a half                | 반의 반                    | Moon Ha-won           |                             | [ 24 ]        |
| 2021–2023 | D.P.                          | D.P.                       | Ahn Jun-ho            | rola główna, serial Netflix | [ 25 ]        |
| 2021–2022 | Seolganghwa: Snowdrop         | 설강화                     | Lim Soo-ho            | rola główna                 | [ 26 ]        |
| 2022      | Oko sprawiedliwości           | 커넥트                     | Ha Dong-soo           | rola główna                 | [ 27 ] [ 28 ] |